# Andrei Andrejewitsch Wlassow

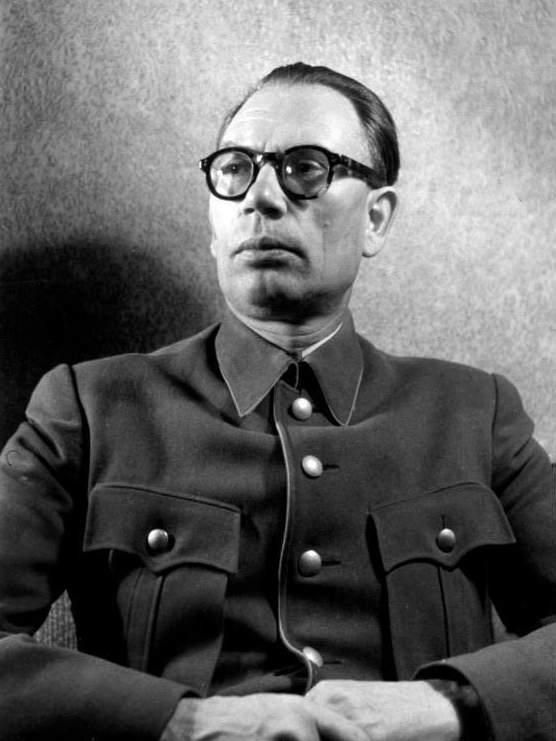
Andrei Andrejewitsch Wlassow 1942 in deutscher Gefangenschaft

Andrei Andrejewitsch Wlassow (russisch Андрей Андреевич Власов; wiss. Transliteration Andrej Andreevič Vlasov; * 1. Septemberjul. / 14. September 1901greg. in Lomakino, Gouvernement Nischni Nowgorod; † 1. August 1946 in Moskau) war ein sowjetischer Generalleutnant. Im Deutsch-Sowjetischen Krieg 1942 in deutsche Gefangenschaft geraten, baute er aus antisowjetischen Motiven im Auftrag von Heinrich Himmler die Russische Befreiungsarmee auf, die 1945 an der Seite des NS-Staates gegen die Rote Armee und andere alliierte Streitkräfte zum Einsatz kam.

## Leben

### Rotarmist bis 1941
Nach einer Ausbildung an einem russisch-orthodoxen Seminar, die er nach der Oktoberrevolution aufgab, und einem kurzen Studium der Agronomie trat Wlassow 1919 in die Rote Armee ein. Nach der Beendigung eines viermonatigen Kommandeurskurses wurde er als Zugführer bei den bewaffneten Kräften im Süden Russlands bei der Südfront eingesetzt. Er diente in der 2. Dondivision. Nach der Liquidierung der weißen Truppen im Nordkaukasus kämpfte Wlassow in Nordtaurien gegen die Truppen Wrangels. Wlassow war Kompaniechef und diente danach im Stab. Ende 1920 war Wlassow zur berittenen und Fußaufklärung kommandiert und nahm an der Liquidierung der Machnowschtschina teil.
Seit 1922 bekleidete Wlassow Kommandeurs- und Stabsfunktionen, beschäftigte sich aber auch mit seiner Fortbildung. 1929 beendete er die Wystrel-Kurse (Militärakademie für Infanterie). 1930 trat Wlassow in die Kommunistische Allunions-Partei (Bolschewiki) ein. 1935 war Wlassow Hörer an der Frunse-Militärakademie. Der Historiker A. N. Kolsnik fand heraus, dass Wlassow in den Jahren der „Großen Säuberung“ 1937 bis 1938 Mitglied des Militärgerichtshofes im Leningrader und Kiewer Militärbezirk war. Seit August 1937 war Wlassow Kommandeur des 133. Schützenregiments der 72. Schützendivision und seit April 1938 stellvertretender Kommandeur dieser Division. Im Herbst 1938 wurde er als Militärberater nach China geschickt, wobei er das volle Vertrauen der politischen Führung genoss. Zum Abschied dekorierte ihn Chiang Kai-shek mit dem Orden Yün-hue. Bei der Ankunft in der Sowjetunion nahm das NKWD ihm den Orden und allen anderen Militärberatern die erhaltenen Geschenke ab. Von Mai bis November 1939 diente er beim Obersten Militärrat.
Im Januar 1940 wurde Generalmajor Wlassow Kommandeur der 99. Schützendivision, welche als beste Division des Kiewer Militärbezirks im Oktober 1940 mit dem Rotbannerorden geehrt wurde. Der damalige Volkskommissar für Verteidigung, Marschall Semjon Timoschenko, bezeichnete die von Wlassow kommandierte Einheit als die vorbildlichste Division der gesamten Roten Armee. Die Armee-Zeitung „Krasnaja Swesda“ veröffentlichte einen Artikel über Wlassow, in der seine Fähigkeiten, Disziplin und Sorgfalt gegenüber den Untergebenen unterstrichen wurden.

### Rotarmist im Zweiten Weltkrieg
Wlassow kämpfte im Zweiten Weltkrieg zunächst auf sowjetischer Seite gegen die Deutschen und stand bei Beginn der Operation Barbarossa im Bereich der 6. Armee im Raum nördlich von Lemberg. Als Kommandant des IV. Mechanisierten Korps führte er Ende Juni 1941 in der Panzerschlacht bei Dubno aus dem Raum Brody und im Juli bei Berdytschiw verlustreiche Gegenangriffe durch.
Für Tapferkeit und Geschicklichkeit wurde er auf Empfehlung von Nikita Chruschtschow zum Kommandeur der 37. Armee in Kiew berufen. Er befehligte im September 1941 die 37. Armee bei der Verteidigung von Kiew gegenüber der deutschen 6. Armee und erkämpfte sich noch rechtzeitig den Ausbruch aus dem Kessel. Er erhielt während der Schlacht um Moskau den Befehl über die 20. Armee bei der Westfront und eroberte nach dem Beginn der sowjetischen Gegenoffensive im Januar 1942 die Stadt Solnetschnogorsk zurück. Dafür wurde er von dem sowjetischen Dichter Ilja Ehrenburg literarisch gewürdigt.
Im April 1942 löste er General N. K. Klykow als Oberbefehlshaber der 2. Stoßarmee ab und kämpfte unter Merezkow an der Wolchow-Front um die Befreiung Leningrads (Wolchow-Schlacht). Der 2. Stoßarmee gelang es, weiter als die anderen Armeen vorzustoßen, sie konnte allerdings in den erreichten Stellungsräumen nicht versorgt werden; ein Rückzug wurde untersagt. Nachdem die Soldaten ihre Pferde, später Baumrinde und Gegenstände aus Leder verzehrt hatten und viele verhungert waren, wurde der Rest von den Deutschen aufgerieben. Wlassow konnte sich noch fast zwei Wochen lang verbergen, wurde aber am 12. Juli 1942 von den deutschen Truppen gefangen genommen.

### Auf deutscher Seite

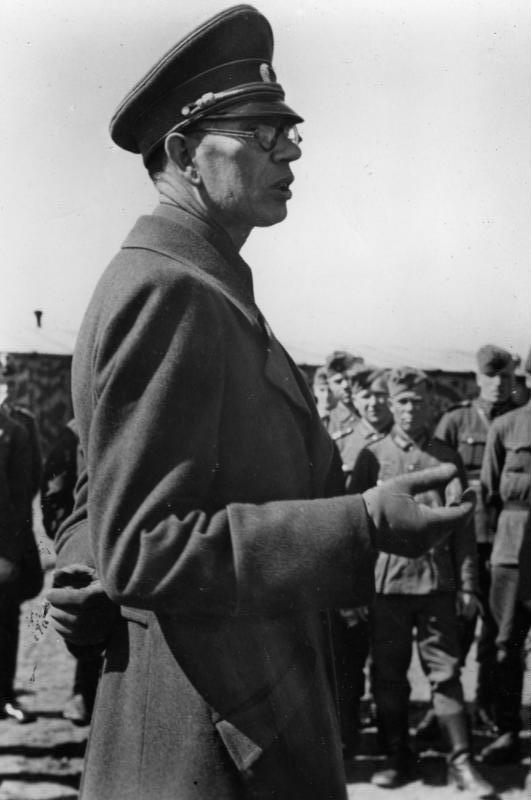
Andrei Andrejewitsch Wlassow, 1944

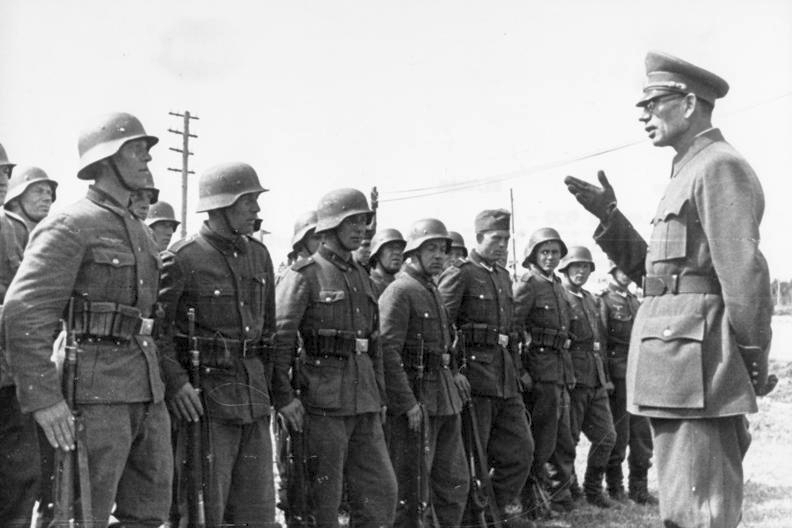
General Wlassow mit Soldaten der Russischen Befreiungsarmee (ROA), 1944

In deutscher Gefangenschaft initiierte er unter den Kriegsgefangenen ein gegen Stalin gerichtetes Komitee. Aus der Sicht der Deutschen war die Tätigkeit des Komitees eher für Propagandazwecke gedacht, also für die Ermutigung von Rotarmisten, Waffen zu übergeben, und von höheren Offizieren, überzulaufen, keineswegs war eine unabhängige antibolschewistische russische Armee geplant. Erst 1944, als die Niederlage Deutschlands deutlich nahe lag, überzeugte der Reichsführer SS und Oberbefehlshaber des Ersatzheeres Heinrich Himmler den zunächst zögerlichen Adolf Hitler davon, eine „russische Befreiungsarmee“ mit zehn Grenadier-Divisionen, einem Panzer-Verband und eigenen Luftstreitkräften zu gründen. Die Rekrutierung begann im Herbst 1944. Wlassow verbündete sich mit der Wehrmacht und baute mit ihrer Hilfe die Russische Befreiungsarmee – Russkaja Oswoboditelnaja Armija (ROA), auch Wlassow-Armee genannt – auf. Am 10. Februar 1945 übernahm er auf dem Truppenübungsplatz Münsingen auf der Schwäbischen Alb den Oberbefehl über die neue Armee. Etwas später nahm Wlassow auf Wunsch des SS-Generals Gottlob Berger dessen persönlichen Freund Karl I. Albrecht zum Adjutanten. Albrecht war ein Perspektivagent der sowjetischen Glawnoje Raswedywatelnoje Uprawlenije (GRU).
Am 11. April 1945, unmittelbar vor der Befreiung des KZ Buchenwald, beschoss die in der Nähe stationierte Wlassow-Armee noch das Lager und marschierte dann nach Bayern ab. Kurz darauf, in den ersten Maitagen 1945, brach Wlassow das Bündnis mit Deutschland, indem er es zuließ, dass sich seine 1. Division unter General Sergei Bunjatschenko vorübergehend dem Prager Aufstand anschloss. Er selbst stand diesem Unternehmen offenbar distanziert gegenüber. Während sich diese Truppe nach der endgültigen Befreiung Prags von der deutschen Besatzung durch die Rote Armee den amerikanischen Truppen ergab, lockte Anfang Mai 1945 Albrecht in geheimer Absprache mit seinen Auftraggebern den ahnungslosen Wlassow über Bayerisch Eisenstein in eine Falle im inzwischen sowjetisch kontrollierten Klattau. Ob die Amerikaner der Festnahme Vorschub geleistet haben, um ihn auf diese Weise an die Sowjetunion auszuliefern, ist unklar.

### Prozess und Hinrichtung
Sein Prozess, der unter Ausschluss der Öffentlichkeit geführt wurde, begann am 30. Juli 1946 und endete schon zwei Tage später mit dem Todesurteil. Am 1. August 1946 wurde Wlassow im Moskauer Taganka-Gefängnis gehängt.

## Politische Ziele

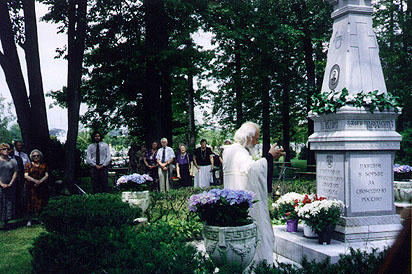
Denkmal für Wlassow und die Russische Befreiungsarmee, von der russisch-orthodoxen Gemeinde in Nanuet im US-Bundesstaat New York errichtet (2006)

Seine politischen Ziele veröffentlichte Wlassow im propagandistisch motivierten sogenannten Prager Manifest vom 14. November 1944. Er wollte einen Sturz des Bolschewismus, aber keine Rückkehr zum Zarentum. Er proklamierte den Schutz des Einzelnen vor der Willkür und die Möglichkeit der Aneignung der Früchte eigener Arbeit, ferner die bürgerlichen Freiheits-Grundrechte und den Schutz des durch eigene Arbeit erworbenen Privateigentums.

## Rezeption
Die Sowjetunion betrachtete Wlassow als Verräter, doch wird seine historische Rolle im heutigen Russland von einigen wenigen Historikern auch positiver gesehen. In ihren Augen war er der Exponent einer in der UdSSR weit verbreiteten, wegen des blutigen Staatsterrors jedoch nicht organisierten Opposition zu Stalin, die keine andere Möglichkeit sah, als mit dessen Feinden zu kollaborieren.

## Filme
- Der Überläufer. Der Fall Wlassow, TV-BRD 1977, Regie Hans Quest.